# 10117 Tanikawa
10117 Tanikawa este un asteroid din centura principală de asteroizi.

## Descriere
10117 Tanikawa este un asteroid din centura principală de asteroizi. A fost descoperit pe 1 octombrie 1992 la Kitami de Masayuki Yanai și Kazuro Watanabe. Asteroidul prezintă o orbită caracterizată de o semiaxă mare de 2,98 ua, o excentricitate de 0,11 și o înclinație de 10,7° în raport cu ecliptica.